# Jorge Arévalo
Jorge Arévalo Morales (Ciudad de México; 10 de marzo de 1941) es un exfutbolista mexicano que jugó en la defensa. Hizo tres apariciones internacionales con "El Tri" en 1968 y 1970.

## Trayectoria
En las temporadas 1966-67 y 1967-68, ganó el Campeonato Mexicano de Fútbol y el Campeón de Campeones dos veces seguidas con el Deportivo Toluca FC.
Luego de mudarse a CD Cruz Azul, ganó el torneo especial México 70, que se llevó a cabo por motivo de la Copa del Mundo. También jugó para el Tampico, Tiburones Rojos de Veracruz, Puebla y Laguna.

### Participaciones en Juegos Olímpicos
| Torneo                   | Sede   | Resultado    |
| ------------------------ | ------ | ------------ |
| Juegos Olímpicos de 1968 | México | Cuarto lugar |

## Clubes
| Club                  | País   | Año       |
| --------------------- | ------ | --------- |
| Tampico               | México | 1962-1963 |
| Tiburones de Veracruz | México | 1963-1965 |
| Toluca                | México | 1965-1969 |
| Cruz Azul             | México | 1969-1970 |
| Puebla                | México | 1970-1971 |
| Laguna                | México | 1971-1973 |

## Palmarés

### Títulos nacionales
| Título               | Equipo    | País   | Año     |
| -------------------- | --------- | ------ | ------- |
| Primera División     | Toluca    | México | 1966-67 |
| Campeón de Campeones | Toluca    | México | 1966-67 |
| Primera División     | Toluca    | México | 1967-68 |
| Campeón de Campeones | Toluca    | México | 1967-68 |
| Primera División     | Cruz Azul | México | 1970    |

### Títulos internacionales
| Título                           | Equipo    | Sede           | Año  |
| -------------------------------- | --------- | -------------- | ---- |
| Copa de Campeones de la Concacaf | Toluca    | Estados Unidos | 1968 |
| Copa de Campeones de la Concacaf | Cruz Azul | México         | 1969 |